# Nanautzin
Nanautzin lub Nanahuatl ("Wrzodowaty", "Zropiały” lub „Pokryty Wrzodami") – w mitologii azteckiej bóg słońca.
Nanautzin, czasem zwany również Nanahuatzin, Nana był tym bogiem, który sam siebie złożył w ofierze skacząc w ogień i w ten sposób stając się słońcem. Nim wraz z bogiem Tecuciztecatl rzucili się w ogień, złożyli oni pokutę. Dumny Tecuciztecatl, zamiast obrzędowej ofiary, złożył pióra quetzala i złote kule z kolcami z drogocennych kamieni a w zamian za własną krew ofiarował kolce z koralu. Bóg Nanahuatzin nie skąpił własnej krwi, a w ofierze złożył prawdziwe gałęzie jodły i ostre kolce agawy. Kiedy przyszła pora na samo spalenie, bóg Tecuciztecatl, czterokrotnie stchórzył przed próbą ognia i tym samym zmarnował szansę na przemienienie się w Słońce. Gdy nastąpiła kolej na Nanahutzina, ten, zamknąwszy oczy, skoczył w ogień i spłonął zamieniając się w Słońce Piątej epoki. Z zazdrości czy też z rozpaczy i żalu, w ślad za nim, w ogień skoczył Tecuciztecatl i tym samym zamienił się w Księżyc.
W mitologii Indian Quiche bóg Nanahuatl miał swojego odpowiednika w postaci Raxa-Nanahuac („Wszechwiedzący”), występujący jako bóstwo słoneczne.